# Ministério da Pecuária, Agricultura e Pesca (Uruguai)
| Ministério da Pecuária, Agricultura e Pesca   |                     |
| Constituyente 1476 Montevidéu www.mgap.gub.uy |                     |
| Criação                                       | 19 de março de 1935 |
| Ministro da Pecuária, Agricultura e Pesca     |                     |
| Ministro da Pecuária, Agricultura e Pesca     |                     |
| Atual ministro                                | Tabaré Aguerre      |

O Ministério da Pecuária, Agricultura e Pesca (espanhol : Ministério de Ganadería, Agricultura y Pesca, abreviado MGAP), é um ministério do Uruguai, liderado atualmente pelo ministro Tabaré Aguerre. Dentre suas funções atualmente está o desenvolvimento do setor agropecuário, agroindustrial e pesqueiro uruguaio, promovendo sua inserção nos mercados internacionais, buscando igualmente a gestão e o uso sustentável dos recursos naturais do país.